# Buffalo, Texas
Buffalo är en ort i Leon County i Texas. Vid 2010 års folkräkning hade Buffalo 1 856 invånare.